# US Granville
Liên minh Sportive Granville, thường được gọi là US Granville hoặc đơn giản là Granville, là một câu lạc bộ bóng đá Phápcó trụ sở tại Granville trong khu vực Lower Normandy.

## Lịch sử
Câu lạc bộ được thành lập vào năm 1918. Granville chia sẻ quan hệ đối tác với câu lạc bộ chuyên nghiệp gần đó SM Caen.
Trong mùa giải 2015*16, họ đã có một mùa giải tuyệt vời tại Coupe de France, cuối cùng thua trong trận tứ kết: 
| Vòng    | Nhà/Khách | Đối thủ (Cấp)                      | Tỷ số     |
| ------- | --------- | ---------------------------------- | --------- |
| Vòng 1  | Không có  | Không có                           | Không có  |
| Vòng 2  | Không có  | Không có                           | Không có  |
| Vòng 3  | Khách     | Etoile S Thury Harcourt (10)       | 0-8       |
| Vòng 4  | Nhà       | Virois (6)                         | 3-1 (AET) |
| Vòng 5  | Khách     | US Ouviere Normande Mondeville (6) | 0-1 (AET) |
| Vòng 6  | Khách     | AS Cherbourg Football (6)          | 1-3       |
| Vòng 7  | Nhà       | SU Dive (6)                        | 2-0       |
| Vòng 8  | Khách     | AF Saint-Nazaire (6)               | 0-2       |
| Vòng 64 | Nhà       | Stade Lavallois (2)                | 2-1       |
| Vòng 32 | Nhà       | Sarreguemines FC (5)               | 3-1       |
| Vòng 16 | Nhà       | Bourg-Péronnas (2)                 | 1-0 (AET) |
| Tứ kết  | Nhà       | Olympique de Marseille (1)         | 0-1       |

Năm 2018, Granville đánh bại Girondins de Bordeaux 2-1 trong hiệp phụ, vòng 1/32 của Coupe de France.

## liên kết ngoài
- Trang web chính thức